# Eastnine
Eastnine (f.d. East Capital Explorer) är ett börsnoterat fastighetsbolag listat på Nasdaq Stockholm (Stockholmsbörsen) Mid Cap som startades under hösten 2007 av fondförvaltaren East Capital. 

## Affärsidé
Eastnines affärsidé är att vara den ledande, långsiktiga leverantören av moderna och hållbara kontors- och logistiklokaler i förstklassiga lägen i Baltikum och Polen. 

## Investeringsfokus
Eastnines fastighetsbestånd utgörs huvudsakligen av moderna och hållbara kontorsfastigheter samt en mindre andel mark avsedd för framtida projektmöjligheter. Totalt fastighetsvärde uppgick till 592 MEUR och den totala uthyrningsbara ytan till cirka 138 000 kvm våren 2022. Totalt antal fastigheter  uppgår till 14, varav tio är belägna i Vilnius, tre i Riga och en i Poznan. Målsättningen är att all yta, exklusive sådan yta som förväntas bli föremål för omfattande projektutveckling, ska certifieras med lägst LEED Platinum eller BREEAM Gold. 81 procent av fastigheternas yta är hållbarhetscertifierad med antingen LEED Platinum eller BREEAM Excellent. 

## Baltikum som marknad
Efter ett exceptionellt 2020 på grund av coronapandemin, där Baltikum ändå klarade sig bättre än övriga eurozonen, förväntas tillväxten vända uppåt under 2021.  IMF bedömer att BNP-tillväxten i Estland, Lettland och Litauen kan öka med 3,4 procent, 3,9 procent respektive 3,2 procent under året och inom hela eurozonen bedöms BNP-tillväxten uppgå till 4,4 procent. Inflationen i eurozonen som helhet förväntas stiga till 1,4 procent och i Estland, Lettland och Litauen till 1,8 procent, 2,1 procent respektive 1,5 procent.